# Incidentul de la Berna
Incidentul de la Berna a fost reprezentat de o scurtă ocupare a legației României Populare din Berna, Elveția, de un grup de emigranți români, care se opuneau regimului comunist. Evenimentul s-a petrecut între 14 – 16 februarie 1955. 

## Istoric
Atacul a fost plănuit de Oliviu Beldeanu, un sculptor născut în 1924 la Dej. La 15 ani, Beldeanu devenea membru al organizație de tineret Frunză Verde,  organizație asociată cu mișcarea fascistă Garda de Fier. După al doilea război mondial, Beldeanu s-a alăturat mișcării anticomuniste românești. În 1949 a reușit să fugă din țară prin Republica Populară Federativă Iugoslavia, pentru a se reîntoarce după numai câteva luni, după cum se spune, ca agent al UDBA (serviciile iugoslvave de securitate). În 1951, Beldeanu a ajuns în Italia. El avea să se stabilească mai târziu în Konstanz, Germania de Vest.
În 1954, Beldeanu a început să pregătească asaltul asupra legației României: el a călătorit de mai multe ori în Elveția, a făcut rost de armele și sculele de care considera că va avea nevoie și a organizat ședințe de antrenament cu ceilalți membri ai grupului, (Ion Chirilă, Stan Codrescu, Dumitru Ochiu și Tudor Ciochină).
În dimineața zilei de 15 februarie 1955, grupul s-a deplasat de la Konstanz la Berna, iar doi dintre membrii săi au intrat în apartamentul șoferului legației, unde au găsit-o numai pe soția acestuia. După aceasta, membrii grupului au trecut la cercetarea discretă a documentelor din ambasadă.
Atașatul Miron, secretarul Sandru și "șoferul" Șețu s-au deplasat în după amiaza zilei de 14 februarie 1955 la Zürich pentru a prelua curierul diplomatic, sosit din România cu trenul Arlberg-Express. Acești funcționari ai legației s-au întors la Berna la 15 februarie, orele 01:30.  Șandru, Miron și Șețu au remis curierul diplomatic însărcinatului cu afaceri al RPR, Stoffel. Zece minute mai târziu, secretarul Șandru s-a reîntors la apartamentul său de la reprezentanța comercială a RPR (din Brunnadernstrasse), însoțit de "șoferul" Șețu, după care acesta a revenit apoi singur la sediul legației (Schlösslistrasse), pe la ora două dimineața. Atunci, "șoferul" Aurel Șețu, (presupus agent al Securității) a fost somat de Stan Codrescu, de santinelă în acel moment împreună cu Ochiu; el nu a răspuns somației. Apoi, s-a reîntors spre mașina (Buick) parcată în curtea legației, moment în care Codrescu a deschis focul. Nu se știe din ce motive, rănitul a ajuns la spital numai șase ore mai târziu, când nu s-a mai putut face nimic pentru el. A murit la Inselspital din Berna în jurul orei 10.  După focurile de armă, o parte din funcționarii legației au reușit să fugă din clădire. 
A fost anunțată poliția elvețiană, clădirea legației fiind încercuită, dar nu s-a declanșat nicio intervenție în forță. Grupul atacatorilor a cerut eliberarea din închisoare a mai multor personalități române precum Dinu Brătianu. În noaptea de 15-16 februarie, Dumitru Ochiu a părăsit clădirea ambasadei, ducând cu el un număr de documente diplomatice, dar a fost imediat arestat de poliția elvețiană.  Restul grupului s-a predat a doua zi.
Apoi, poliția elvețiană a restituit imediat documentele furate. De aceea s-au născut zvonuri despre conținutul acestora. Agenția de presă "Globe Press" a susținut că Aurel Șețu era de fapt capul legației și un ofițer înalt al Securității și că documentele furate erau mesaje cifrate pentru Moscova. Însă, după cum poliția din Berna a reușit să demonstreze, informațiile acelea au fost născocite de un refugiat cehoslovac.

## Motivele acțiunii
În conformitate cu afirmațiile organizatorilor, atacul avea ca scop să atragă atenția autorităților din occident asupra abuzurilor, nedreptății și violării drepturilor omului comise de autoritățile comuniste române, dar și asupra activităților de spionaj ale membrilor ambasadei române din Elveția. 
Guvernul român din acele vremuri a acuzat structurile Gărzii de Fier și pe Horia Sima, dar și agențiile de informații ale statelor occidentale pentru punerea la cale, cu complicitatea autorităților elvețiene, a unui complot antiromânesc de factură fascistă. 
Unii istorici au sugerat că grupul a acționat într-adevăr în folosul unui serviciu străin de informații, care dorea să găsească documente legate în mod special de programul de parașutare a agenților români sub acoperire în țările din blocul răsăritean. 

## Urmări

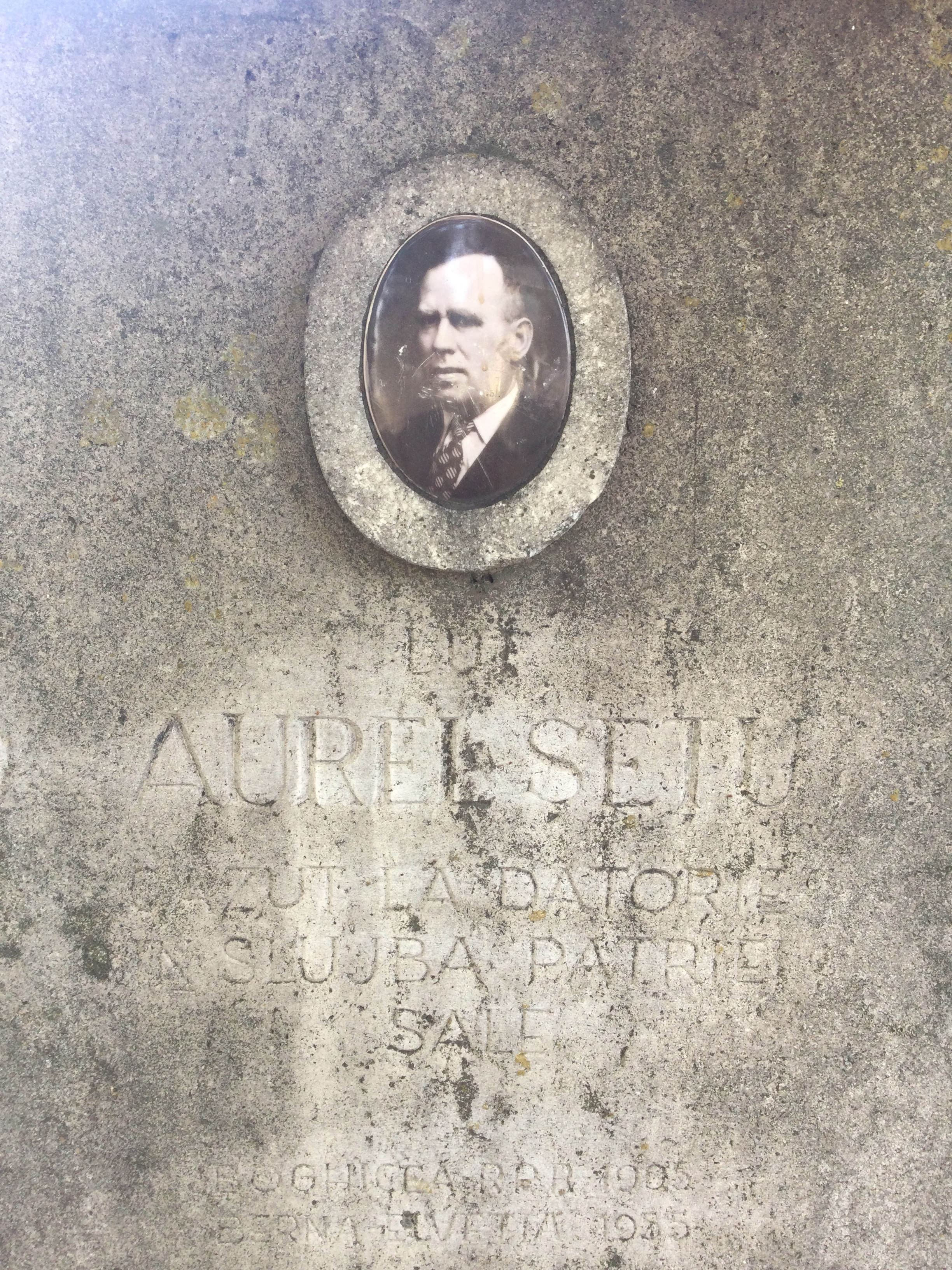
Mormântul lui Aurel Șețu

Membrii grupului au fost judecați la Berna și au primit pedepse relativ ușoare: Oliviu Beldeanu, 4 ani de închisoare, Stan Codrescu (care a deschis focul asupra așa-zisului șofer Aurel Șețu întrucât acesta nu a vrut să se supună somației sale) și Ion Chirilă au primit 3 ani și 6 luni de închisoare, iar Dumitru Ochiu numai 1 an și patru luni.
În România, au fost organizate proteste publice în mai multe orașe, iar, cu ocazia înmormântării lui Aurel Șețu, s-au ținut întâlniri comemorative. 
Regimul comunist român nu a vrut să lase atacul asupra legației din Berna nepedepsit. După eliberarea din închisoare din 1957, Oliviu Beldeanu a fost ademenit în Berlinul Occidental, de unde a fost răpit de agenții ai STASI și ai Securității și trimis în România. După o anchetă care a ținut aproape un an și un proces sumar la București, Beldeanu a fost executat pe 18 februarie 1960.